# 無伴奏フルートのためのパルティータ イ短調
無伴奏フルートのためのパルティータ イ短調 BWV1013は、J.S.バッハによるフルートのための組曲である。大バッハの次男C.P.E.バッハのイ短調のソナタ、テレマンの「12曲のファンタジー」と共に、18世紀の無伴奏フルート独奏曲の最高傑作と言われる。

## 概要
表題は20世紀の編集者によるものであり、バッハ自身のものではない。唯一現存する18世紀の写譜には、フランス語で Solo p[our une] flûte traversière par J. S. Bach （J.S.バッハによるフラウト・トラヴェルソのためのソロ）とのみ書かれている。古典組曲はアルマンド、クーラント、サラバンド、ジーグという舞曲の組み合わせが普通で、バッハの時代にはサラバンドとジーグの間にいろいろな舞曲を加える拡大された様式が定着していた。当作品と似た構成を持つパルティータがないわけではないが（BWV1004）、最後にジーグがない以外はオーソドックスな組曲と言える。
当作品ではブレーが最後に置かれるが、バッハの組曲・パルティータではブレーが最後に置かれることまずなく、ジーグで終わるものが殆どである。したがって、バッハは本来予定していた最後のジーグを書かなかった（編曲しなかった）ものと考えられる。オーレル・ニコレは1970年代に、これを補うように、第5楽章として、無伴奏チェロ組曲第5番のジーグを編曲したもの（イ短調）を付け加えて演奏していたことがある。
作曲の時期・経緯については確かなことは分からない。バッハが1717年の秋に、ドレスデン宮廷のフランス人フルート奏者ビュファルダンの演奏に感銘を受け、その直後の1718年頃に彼のために作曲されたのではないか（表題がフランス語表記なのはそのためか）とする説、ブランデンブルク協奏曲第5番のフルート・パートよりもより複雑なテクニックを要する作品であることから、1723年以降の作であろうとする説などがある。
アルマンドとクーラントにブレス（息つぎ）箇所が極端に少ないこと、弦楽器・鍵盤楽器向きの分散和音の音型が多用されていることから、元来は他の楽器のために作曲されたのではないかと考えられる。演奏者は、これらの舞曲がアウフタクトであることを考慮して、ブレス箇所を考えなければならない。

## 構成
4つの舞曲からなる。演奏時間は9～15分ほど。
- 第1楽章 アルマンド　イ短調、4分の4拍子。
- 第2楽章 クーラント　イ短調、4分の3拍子。
- 第3楽章 サラバンド　イ短調、4分の3拍子。
- 第4楽章 ブレー・アングレーズ （英国風ブレー）　イ短調、4分の2拍子。

## 関連作品
以下の4曲は伴奏がチェンバロのフルートソナタである。
- フルートとチェンバロのためのソナタ第1番 ロ短調 BWV1030
- フルートとチェンバロのためのソナタ第2番 変ホ長調 BWV1031
- フルートとチェンバロのためのソナタ第3番 イ長調 BWV1032
- フルートとチェンバロのためのソナタ ト短調 BWV1020